# Kodeks 0186
Kodeks 0186 (Gregory-Aland no. 0186) – grecki kodeks uncjalny Nowego Testamentu na pergaminie, paleograficznie datowany na V lub VI wiek. Pochodzi z Egiptu, przechowywany jest w Wiedniu. Należał do tego samego rękopisu, co fragment 0224. Oba fragmenty stanowiły niegdyś tę samą kartę. Fragment jest cytowany w krytycznych wydaniach greckiego Nowego Testamentu.

## Opis
Do dziś zachował się niewielki fragment jednej karty kodeksu, z tekstem 2. Listu do Koryntian 4,5-8.10.13. Rekonstrukcja oryginalnej karty kodeksu wykazała, że miała ona rozmiar 18 na 15 cm. Pergamin ma barwę ciemnawą.
Tekst pisany jest dwoma kolumnami na stronę, w 17 linijkach w kolumnie (według rekonstrukcji). W jednej linijce mieściło się około 10 liter. Litery są grube i mają kształt charakterystyczny dla tzw. „biblijnej uncjały”. Nie stosuje punktacji, stosuje przydechy, nad literami omikron oraz epsilon umieszczono znaki o nieznanym przeznaczeniu. Nomina sacra zapisywane są skrótami (ΘΣ, ΘΥ, ΧΥ, ΧΝ, ΙΝ, ΙΥ, ΠΝΑ, ΚΝ).

## Tekst
Zachowany fragment reprezentuje aleksandryjską tradycję tekstualną. Kurt Aland zaklasyfikował go do kategorii III, co oznacza, że jest ważny dla poznania historii tekstu Nowego Testamentu.
Warianty tekstowe fragmentu (z lewej strony klamry tekst wydania NA27, z prawej strony tekst fragmentu 0186/0224):
4,5 – Ιησουν Χριστον ] Χριστον Ιησουν
4,5 – Ιησουν ] Ιησου Χριστου
4,13 – διο ελαλησα ] διο και ελαλησα
Wariant Χριστον Ιησουν (Chrystusa Jezusa) wspierany jest przez rękopisy: 03, 015, 044, 0209, 0243, 33, 1739, 1881, Byz; wariant Ιησου Χριστου (Jezusa Chrystusa) wspierany jest przez: p46, 01*, 011, 02c, 04, 0243, 33, 1739, 1881, 2464; wariant διο και ελαλησα (dlatego i powiedziałem) wspierany jest przez: 01, 010, 012 oraz minuskuł 1175.

## Historia
Rękopis powstał w nieznanym miejscu w Egipcie. Nieznane jest też miejsce znalezienia rękopisu. Papirolodzy K.A. (Klaas) Worp oraz H. Harrauer wskazali na Fajum, jako prawdopodobne miejsce, w którym został znaleziony.
INTF datuje rękopis na V lub VI wiek. Stanley E. Porter uważa, że V wiek jest bardziej prawdopodobny (podobnie Cavallo oraz Maehler).
Tekst fragmentu opublikował Karl Wessely w 1914 roku. Na listę rękopisów Nowego Testamentu wciągnął go Ernst von Dobschütz w 1924 roku, oznaczając go przy pomocy siglum 0186. Fragment cytowany jest we współczesnych krytycznych wydaniach greckiego tekstu Nowego Testamentu (NA26, NA27, UBS3, UBS4) jako świadek pierwszego rzędu.
Należał do tego samego rękopisu i tej samej karty, co fragment 0224. Fragment 0224 jest mniejszy i ma rozmiary 6,8 na 2,2 cm, zawiera tekst 2 Kor 4,5.12-13. Fragment bardziej ucierpiał ze strony środowiska, zachował się w gorszej kondycji niż 0186 i jest trudno czytelny. Tekst fragmentu opublikował Peter Sanz w 1946 roku. W 1953 roku Herbert Klos zaobserwował, że oba fragmenty powinny być traktowane jako pochodzące z tego samego rękopisu.
Tekst obu fragmentów wraz z facsimile został ponownie wydany przez Stanleya E. Portera oraz Wendy J. Porter w 2008 roku.
Rękopis jest przechowywany w Austriackiej Bibliotece Narodowej (Pap. G. 39788) w Wiedniu. 0224 przechowywany jest pod numerem Pap. G. 3075.